# Briseas
Briseas o Brisias (en griego, Βρυσειαί) es el nombre de una antigua ciudad griega de Laconia, que fue mencionada por Homero en el catálogo de las naves de la Ilíada.
Pausanias la ubica cerca del Taigeto, al pie de una de sus montañas, llamada Taletón, que estaba consagrada a Helios y donde se sacrificaban caballos en honor de esta divinidad. También había cerca un recinto sagrado de Zeus Mesapio. Dice que lo único que queda de la antigua ciudad era un templo y una estatua al aire libre de Dioniso. Además la estatua que existía en el interior del templo solo podía ser vista por mujeres, pues solo ellas hacían allí sacrificios secretos.
Se ha sugerido que debió estar en la llanura de Xirokambi, en la colina donde se halla la iglesia de Analipsis, cerca de la población de Antojori. Allí se han hallado restos de principios de la Edad del Bronce y cerámica micénica que indican que en ese periodo hubo allí un asentamiento. No hay constancia de que hubiera una continuidad del asentamiento entre la Edad del Bronce y la Edad del Hierro, pero se hallan restos de periodos posteriores, desde el protogeométrico hasta el bizantino, que incluyen diversas estatuillas de la época arcaica.